# Гуанчжоу Лунг Лайонс
«Гуанчжоу Лунг Лайонс» (кит. 广州龙狮, англ. Guangzhou Loong Lions) — китайский баскетбольный клуб, выступающий в Южном дивизионе Китайской баскетбольной ассоциации (КБА). Представляет город Гуанчжоу, провинция Гуандун, КНР. Талисманом команды является лев.

## История
Первоначально клуб был основан компанией «Сиань Дуншэн», но в дальнейшем был продан корпорации «Наньхай Нэнсин». В августе 2001 года клуб выиграл Национальную баскетбольную лигу и получил возможность выступать в элитном чемпионате — Китайской баскетбольной ассоциации.
При очередной смене спонсора, клуб сменил название на «Шэньси Дуншэн», а талисманом стало китайское мифическое животное цилинь. В 2010 году команда переехала в Фошань и вновь сменила название.

## Известные игроки
- Ли Сяоюн
- Гарт Джозеф
- Майкл Мааданли
- Маркус Хэйслип
- /  Маркус Даусит
- Джереми Лин

## Матчи против команд НБА
| 2 октября 2017 | Протокол | Вашингтон Уизардс | 126:96 | Гуанчжоу Лонг-Лайонс | Кэпитал Уан-арена, Вашингтон |